# Niltava
Niltava là một chi chim trong họ Muscicapidae.

## Các loài
Chi này bao gồm 6 loài đớp ruồi như sau:
- Đớp ruồi cằm đen hay đớp ruồi Phúc Kiến (Niltava davidi). Phân bố: Từ đông trung Trung Quốc tới đông nam Thái Lan.
- Niltava sundara. Phân bố: Từ Himalaya tới Thái Lan.
- Đớp ruồi huyệt hung (Niltava sumatrana). Phân bố: Từ tây Malaysia tới Sumatra.
- Đớp ruồi bụng hung, đớp ruồi họng hung[3] (Niltava vivida). Phân bố: Từ Himalaya tới nam Trung Quốc, Đài Loan.
- Đớp ruồi lớn (Niltava grandis). Phân bố: Từ Himalaya tới Sumatra.
- Đớp ruồi trán đen, dớp ruồi nhỏ (Niltava macgrigoriae). Phân bố: Từ Himalaya tới nam Trung Quốc, bắc và trung Việt Nam, Thái Lan.